# Großer Preis von Belgien 1986
Der Große Preis von Belgien 1986 (offiziell XLIV Grand Prix de Belgique) fand am 25. Mai auf dem Circuit de Spa-Francorchamps in der Nähe von Spa statt und war das fünfte Rennen der Formel-1-Weltmeisterschaft 1986.

## Berichte

### Hintergrund
In der Woche vor dem fünften WM-Lauf fanden Testfahrten auf dem Circuit Paul Ricard in Südfrankreich statt. Elio de Angelis verunglückte im Zuge dessen schwer. Seine Bergung dauerte aufgrund der schlecht ausgerüsteten Sicherheitskräfte vergleichsweise lang. Fahrerkollegen mussten mithelfen. Zudem befand sich kein Rettungshubschrauber vor Ort, sondern musste erst angefordert werden. de Angelis erlag später in einem Krankenhaus in Marseille seinen Verletzungen, woraufhin Diskussionen über dringend notwendige Verbesserungen der Sicherheitsstandards im Rahmen von Testfahrten aufkamen.
Bei Brabham wurde de Angelis zunächst nicht ersetzt. Das Team trat mit nur einem Wagen für Riccardo Patrese an. Ansonsten gab es keine weiteren Veränderungen im Teilnehmerfeld im Vergleich zum Großen Preis von Monaco zwei Wochen zuvor.

### Training
Neben Pole-Setter Nelson Piquet qualifizierte sich Gerhard Berger, der für das aufstrebende Benetton-Team antrat, für die zweite Startposition. Die zweite Reihe bildete der Titelverteidiger Alain Prost gemeinsam mit dem zu diesem Zeitpunkt in der WM-Wertung führenden Ayrton Senna. Williams-Pilot Nigel Mansell folgte vor Teo Fabi im zweiten Benetton B186.

### Rennen
Während Piquet seine Pole-Position in eine Führung umsetzen konnte, schlossen Senna und Prost bereits vor der Haarnadelkurve La Source zum schlecht gestarteten Berger auf. Dieser kollidierte mit Prost, woraufhin die nachfolgenden Piloten abrupt ausweichen mussten. Bis auf Patrick Tambay, der die Aufhängung seines Wagens beschädigte, konnten jedoch alle Fahrer das Rennen ohne größere Schäden fortsetzen. Hinter Piquet und Senna folgte Mansell vor Stefan Johansson und Johnny Dumfries.
In der dritten Runde gelangte Mansell an Senna vorbei auf den zweiten Rang, drehte sich jedoch zwei Runden später, sodass Senna und auch Johansson ihn auf den vierten Platz verwiesen.
Durch einen Schaden an Piquets Motor gelangte Senna in Runde 17 an die Spitze. Im Zuge der kurz darauf folgenden Boxenstopps zum Reifenwechseln führte kurzzeitig Johansson und ab der 24. Runde schließlich Mansell das Rennen an. Senna folgte auf dem zweiten Rang vor den beiden Ferrari von Johansson und Michele Alboreto. Jacques Laffite erreichte das Ziel als Fünfter vor Prost, der sich innerhalb von 32 Runden auf den sechsten Rang zurückgekämpft hatte, nachdem er die erste Runde infolge der Kollision mit Berger als 23. beendet hatte.
Für Marc Surer sollte es der Grand Prix sein. 

## Meldeliste
| Team                           | Nr. | Fahrer             | Chassis        | Motor                         | Reifen |
| ------------------------------ | --- | ------------------ | -------------- | ----------------------------- | ------ |
| Marlboro McLaren International | 01  | Alain Prost        | McLaren MP4/2C | TAG/Porsche TTE PO1 1.5 V6t   | G      |
| Marlboro McLaren International | 02  | Keke Rosberg       | McLaren MP4/2C | TAG/Porsche TTE PO1 1.5 V6t   | G      |
| Data General Team Tyrrell      | 03  | Martin Brundle     | Tyrrell 015    | Renault EF15 1.5 V6t          | G      |
| Data General Team Tyrrell      | 04  | Philippe Streiff   | Tyrrell 015    | Renault EF15 1.5 V6t          | G      |
| Canon Williams Honda Team      | 05  | Nigel Mansell      | Williams FW11  | Honda RA166E 1.5 V6t          | G      |
| Canon Williams Honda Team      | 06  | Nelson Piquet      | Williams FW11  | Honda RA166E 1.5 V6t          | G      |
| Motor Racing Developments      | 07  | Riccardo Patrese   | Brabham BT55   | BMW M12/13 1.5 L4t            | P      |
| John Player Special Team Lotus | 11  | Johnny Dumfries    | Lotus 98T      | Renault EF15B 1.5 V6t         | G      |
| John Player Special Team Lotus | 12  | Ayrton Senna       | Lotus 98T      | Renault EF15B 1.5 V6t         | G      |
| West Zakspeed Racing           | 14  | Jonathan Palmer    | Zakspeed 861   | Zakspeed 1500/4 1.5 L4t       | G      |
| West Zakspeed Racing           | 29  | Huub Rothengatter  | Zakspeed 861   | Zakspeed 1500/4 1.5 L4t       | G      |
| Team Haas (USA) Ltd            | 15  | Alan Jones         | Lola THL2      | Ford Cosworth GBA 1.5 V6t     | G      |
| Team Haas (USA) Ltd            | 16  | Patrick Tambay     | Lola THL2      | Ford Cosworth GBA 1.5 V6t     | G      |
| Barclay Arrows BMW             | 17  | Marc Surer         | Arrows A8      | BMW M12/13 1.5 L4t            | G      |
| Barclay Arrows BMW             | 18  | Thierry Boutsen    | Arrows A8      | BMW M12/13 1.5 L4t            | G      |
| Benetton Formula Ltd           | 19  | Teo Fabi           | Benetton B186  | BMW M12/13 1.5 L4t            | P      |
| Benetton Formula Ltd           | 20  | Gerhard Berger     | Benetton B186  | BMW M12/13 1.5 L4t            | P      |
| Osella Squadra Corse           | 21  | Piercarlo Ghinzani | Osella FA1G    | Alfa Romeo 890T 1.5 V8t       | P      |
| Osella Squadra Corse           | 22  | Christian Danner   | Osella FA1H    | Alfa Romeo 890T 1.5 V8t       | P      |
| Minardi F1 Team                | 23  | Andrea de Cesaris  | Minardi M185B  | Motori Moderni 615-90 1.5 V6t | P      |
| Minardi F1 Team                | 24  | Alessandro Nannini | Minardi M185B  | Motori Moderni 615-90 1.5 V6t | P      |
| Équipe Ligier                  | 25  | René Arnoux        | Ligier JS27    | Renault EF15 1.5 V6t          | P      |
| Équipe Ligier                  | 26  | Jacques Laffite    | Ligier JS27    | Renault EF15 1.5 V6t          | P      |
| Scuderia Ferrari SpA SEFAC     | 27  | Michele Alboreto   | Ferrari F1/86  | Ferrari 032 1.5 V6t           | G      |
| Scuderia Ferrari SpA SEFAC     | 28  | Stefan Johansson   | Ferrari F1/86  | Ferrari 032 1.5 V6t           | G      |

## Klassifikationen

### Qualifying
| Pos. | Fahrer             | Konstrukteur           | Qualifikationstraining 1 | Qualifikationstraining 1 | Qualifikationstraining 2 | Qualifikationstraining 2 | Start |
| Pos. | Fahrer             | Konstrukteur           | Zeit                     | Ø-Geschwindigkeit        | Zeit                     | Ø-Geschwindigkeit        | Start |
| ---- | ------------------ | ---------------------- | ------------------------ | ------------------------ | ------------------------ | ------------------------ | ----- |
| 01   | Nelson Piquet      | Williams-Honda         | 1:54,637                 | 217,940 km/h             | 1:54,331                 | 218,523 km/h             | 01    |
| 02   | Gerhard Berger     | Benetton-BMW           | 1:54,468                 | 218,262 km/h             | 1:54,939                 | 217,367 km/h             | 02    |
| 03   | Alain Prost        | McLaren-TAG-Porsche    | 1:55,039                 | 217,179 km/h             | 1:54,501                 | 218,199 km/h             | 03    |
| 04   | Ayrton Senna       | Lotus-Renault          | 1:55,776                 | 215,796 km/h             | 1:54,576                 | 218,056 km/h             | 04    |
| 05   | Nigel Mansell      | Williams-Honda         | 1:55,345                 | 216,602 km/h             | 1:54,582                 | 218,045 km/h             | 05    |
| 06   | Teo Fabi           | Benetton-BMW           | 1:57,440                 | 212,738 km/h             | 1:54,765                 | 217,697 km/h             | 06    |
| 07   | René Arnoux        | Ligier-Renault         | 1:57,269                 | 213,049 km/h             | 1:55,576                 | 216,169 km/h             | 07    |
| 08   | Keke Rosberg       | McLaren-TAG-Porsche    | 1:56,354                 | 214,724 km/h             | 1:55,662                 | 216,009 km/h             | 08    |
| 09   | Michele Alboreto   | Ferrari                | 1:56,294                 | 214,835 km/h             | 1:56,242                 | 214,931 km/h             | 09    |
| 10   | Patrick Tambay     | Lola-Ford              | 1:58,574                 | 210,704 km/h             | 1:56,309                 | 214,807 km/h             | 10    |
| 11   | Stefan Johansson   | Ferrari                | 1:57,697                 | 212,274 km/h             | 1:56,496                 | 214,462 km/h             | 11    |
| 12   | Martin Brundle     | Tyrrell-Renault        | 1:57,797                 | 212,094 km/h             | 1:56,537                 | 214,387 km/h             | 12    |
| 13   | Johnny Dumfries    | Lotus-Renault          | 1:58,619                 | 210,624 km/h             | 1:57,462                 | 212,699 km/h             | 13    |
| 14   | Thierry Boutsen    | Arrows-BMW             | 1:57,918                 | 211,876 km/h             | 1:57,612                 | 212,427 km/h             | 14    |
| 15   | Riccardo Patrese   | Brabham-BMW            | 2:00,357                 | 207,582 km/h             | 1:57,612                 | 212,427 km/h             | 15    |
| 16   | Alan Jones         | Lola-Ford              | 1:59,180                 | 209,632 km/h             | 1:57,815                 | 212,061 km/h             | 16    |
| 17   | Jacques Laffite    | Ligier-Renault         | 1:58,238                 | 211,303 km/h             | 2:27,817                 | 169,020 km/h             | 17    |
| 18   | Philippe Streiff   | Tyrrell-Renault        | 1:59,347                 | 209,339 km/h             | 1:58,603                 | 210,652 km/h             | 18    |
| 19   | Andrea de Cesaris  | Minardi-Motori Moderni | 2:00,984                 | 206,507 km/h             | 1:59,960                 | 208,269 km/h             | 19    |
| 20   | Jonathan Palmer    | Zakspeed               | 2:02,307                 | 204,273 km/h             | 2:00,148                 | 207,944 km/h             | 20    |
| 21   | Marc Surer         | Arrows-BMW             | 2:01,320                 | 205,935 km/h             | 2:01,415                 | 205,774 km/h             | 21    |
| 22   | Alessandro Nannini | Minardi-Motori Moderni | 2:01,528                 | 205,582 km/h             | 2:01,354                 | 205,877 km/h             | 22    |
| 23   | Huub Rothengatter  | Zakspeed               | 2:06,006                 | 198,276 km/h             | 2:03,842                 | 201,741 km/h             | 23    |
| 24   | Piercarlo Ghinzani | Osella-Alfa Romeo      | 2:05,092                 | 199,725 km/h             | 3:38,767                 | 114,204 km/h             | 24    |
| 25   | Christian Danner   | Osella-Alfa Romeo      | 2:09,465                 | 192,979 km/h             | 2:06,219                 | 197,942 km/h             | 25    |

### Rennen
| Pos. | Fahrer             | Konstrukteur           | Runden | Stopps | Zeit        | Start | Schnellste Runde |
| ---- | ------------------ | ---------------------- | ------ | ------ | ----------- | ----- | ---------------- |
| 01   | Nigel Mansell      | Williams-Honda         | 43     | 1      | 1:27:57,925 | 05    | 1:59,879 (40.)   |
| 02   | Ayrton Senna       | Lotus-Renault          | 43     | 0      | + 19,827    | 04    | 1:59,867 (28.)   |
| 03   | Stefan Johansson   | Ferrari                | 43     | 0      | + 26,592    | 11    | 2:00,221 (34.)   |
| 04   | Michele Alboreto   | Ferrari                | 43     | 0      | + 29,634    | 09    | 2:00,828 (32.)   |
| 05   | Jacques Laffite    | Ligier-Renault         | 43     | 0      | + 1:10,690  | 17    | 2:01,655 (35.)   |
| 06   | Alain Prost        | McLaren-TAG-Porsche    | 43     | 1      | + 2:17,772  | 03    | 1:59,282 (31.)   |
| 07   | Teo Fabi           | Benetton-BMW           | 42     | 0      | + 1 Runde   | 06    | 2:01,204 (23.)   |
| 08   | Riccardo Patrese   | Brabham-BMW            | 42     | 0      | + 1 Runde   | 15    | 2:01,241 (30.)   |
| 09   | Marc Surer         | Arrows-BMW             | 41     | 0      | DNF         | 21    | 2:04,435 (36.)   |
| 10   | Gerhard Berger     | Benetton-BMW           | 41     | 1      | + 2 Runden  | 02    | 2:00,877 (25.)   |
| 11   | Alan Jones         | Lola-Ford              | 40     | 0      | DNF         | 16    | 2:01,584 (36.)   |
| 12   | Philippe Streiff   | Tyrrell-Renault        | 40     | 0      | + 3 Runden  | 18    | 2:03,183 (35.)   |
| 13   | Jonathan Palmer    | Zakspeed               | 37     | 5      | DNF         | 20    | 2:04,287 (28.)   |
| –    | Andrea de Cesaris  | Minardi-Motori Moderni | 35     | 0      | DNF         | 19    | 2:03,916 (27.)   |
| –    | Martin Brundle     | Tyrrell-Renault        | 25     | 0      | DNF         | 12    | 2:01,555 (22.)   |
| –    | Huub Rothengatter  | Zakspeed               | 25     | 0      | DNF         | 23    | 2:08,018 (07.)   |
| –    | Alessandro Nannini | Minardi-Motori Moderni | 24     | 0      | DNF         | 22    | 2:07,875 (19.)   |
| –    | René Arnoux        | Ligier-Renault         | 23     | 1      | DNF         | 07    | 2:00,751 (20.)   |
| –    | Nelson Piquet      | Williams-Honda         | 16     | 0      | DNF         | 01    | 2:01,663 (04.)   |
| –    | Thierry Boutsen    | Arrows-BMW             | 7      | 0      | DNF         | 14    | 2:05,545 (02.)   |
| –    | Johnny Dumfries    | Lotus-Renault          | 7      | 0      | DNF         | 13    | 2:04,781 (06.)   |
| –    | Keke Rosberg       | McLaren-TAG-Porsche    | 6      | 0      | DNF         | 08    | 2:04,546 (02.)   |
| –    | Piercarlo Ghinzani | Osella-Alfa Romeo      | 3      | 0      | DNF         | 24    | 2:17,068 (03.)   |
| –    | Christian Danner   | Osella-Alfa Romeo      | 2      | 0      | DNF         | 25    | 2:34,035 (02.)   |
| –    | Patrick Tambay     | Lola-Ford              | 0      | 0      | DNF         | 10    | –                |

## WM-Stände nach dem Rennen
Die ersten sechs des Rennens bekamen 9, 6, 4, 3, 2 bzw. 1 Punkt(e). In der Fahrerwertung wurden die besten elf Resultate, in der Konstrukteurswertung alle Resultate gewertet.

### Fahrerwertung
| Pos. | Fahrer           | Konstrukteur        | Punkte |
| ---- | ---------------- | ------------------- | ------ |
| 01   | Ayrton Senna     | Lotus-Renault       | 25     |
| 02   | Alain Prost      | McLaren-TAG-Porsche | 23     |
| 03   | Nigel Mansell    | Williams-Honda      | 18     |
| 04   | Nelson Piquet    | Williams-Honda      | 15     |
| 05   | Keke Rosberg     | McLaren-TAG-Porsche | 11     |
| 06   | Stefan Johansson | Ferrari             | 7      |
| 07   | Jacques Laffite  | Ligier-Renault      | 7      |
| 08   | Gerhard Berger   | Benetton-BMW        | 6      |
| 09   | René Arnoux      | Ligier-Renault      | 5      |
| 10   | Michele Alboreto | Ferrari             | 3      |
| 11   | Martin Brundle   | Tyrrell-Renault     | 2      |
| 12   | Teo Fabi         | Benetton-BMW        | 2      |
| 13   | Riccardo Patrese | Brabham-BMW         | 1      |

| Pos. | Fahrer             | Konstrukteur           | Punkte |
| ---- | ------------------ | ---------------------- | ------ |
| 14   | Thierry Boutsen    | Arrows-BMW             | 0      |
| 15   | Philippe Streiff   | Tyrrell-Renault        | 0      |
| 16   | Elio de Angelis    | Brabham-BMW            | 0      |
| 17   | Patrick Tambay     | Lola-Hart              | 0      |
| 18   | Marc Surer         | Arrows-BMW             | 0      |
| 19   | Johnny Dumfries    | Lotus-Renault          | 0      |
| 20   | Alan Jones         | Lola-Hart              | 0      |
| 21   | Jonathan Palmer    | Zakspeed               | 0      |
| –    | Christian Danner   | Osella-Alfa Romeo      | 0      |
| –    | Alessandro Nannini | Minardi-Motori Moderni | 0      |
| –    | Andrea de Cesaris  | Minardi-Motori Moderni | 0      |
| –    | Piercarlo Ghinzani | Osella-Alfa Romeo      | 0      |
| –    | Huub Rothengatter  | Zakspeed               | 0      |

### Konstrukteurswertung
| Pos. | Konstrukteur        | Punkte |
| ---- | ------------------- | ------ |
| 01   | McLaren-TAG-Porsche | 34     |
| 02   | Williams-Honda      | 33     |
| 03   | Lotus-Renault       | 25     |
| 04   | Ligier-Renault      | 12     |
| 05   | Ferrari             | 10     |
| 06   | Benetton-BMW        | 8      |
| 07   | Tyrrell-Ford        | 2      |

| Pos. | Konstrukteur           | Punkte |
| ---- | ---------------------- | ------ |
| 08   | Brabham-BMW            | 1      |
| 09   | Arrows-BMW             | 0      |
| 10   | Lola-Hart              | 0      |
| 11   | Zakspeed               | 0      |
| –    | Osella-Alfa Romeo      | 0      |
| –    | Minardi-Motori Moderni | 0      |